# Empis difficilis
Empis difficilis är en tvåvingeart som beskrevs av Frey 1953. Empis difficilis ingår i släktet Empis och familjen dansflugor. Inga underarter finns listade i Catalogue of Life.